# Emarginula christiaensi
Emarginula christiaensi is een slakkensoort uit de familie van de Fissurellidae. De wetenschappelijke naam van de soort is voor het eerst geldig gepubliceerd in 1985 door Piani.